# Батрина
Батрина је насељено место у саставу општине Нова Капела у Бродско-посавској жупанији, Република Хрватска.

## Историја
До територијалне реорганизације у Хрватској налазила се у саставу старе општине Нова Градишка.

## Становништво
На попису становништва 2011. године, Батрина је имала 1.005 становника.

## Попис1991.
На попису становништва 1991. године, насељено место Батрина је имало 1.149 становника, следећег националног састава:
| Попис 1991.‍   | Попис 1991.‍  | Попис 1991.‍ | Попис 1991.‍ | Попис 1991.‍ |
| ------------- | ------------ | ----------- | ----------- | ----------- |
|               |              |             |             |             |
| Хрвати        | Хрвати       |             | 1.090       | 94,86%      |
| Срби          | Срби         |             | 19          | 1,65%       |
| Албанци       | Албанци      |             | 10          | 0,87%       |
| Чеси          | Чеси         |             | 6           | 0,52%       |
| Мађари        | Мађари       |             | 5           | 0,43%       |
| Југословени   | Југословени  |             | 4           | 0,34%       |
| Украјинци     | Украјинци    |             | 3           | 0,26%       |
| Немци         | Немци        |             | 1           | 0,08%       |
| неопредељени  | неопредељени |             | 4           | 0,34%       |
| непознато     | непознато    |             | 7           | 0,60%       |
| укупно: 1.149 |              |             |             |             |